# Glyphochloa mysorensis
Glyphochloa mysorensis är en gräsart som först beskrevs av Sudhanshu Kumar Jain och Koppula Hemadri, och fick sitt nu gällande namn av Clayton. Glyphochloa mysorensis ingår i släktet Glyphochloa och familjen gräs. Inga underarter finns listade i Catalogue of Life.